# Momence
Momence é uma cidade localizada no estado americano de Illinois, no Condado de Kankakee.

## Demografia
Segundo o censo americano de 2000, a sua população era de 3171 habitantes.
Em 2006, foi estimada uma população de 3045, um decréscimo de 126 (-4.0%).

## Geografia
De acordo com o United States Census Bureau tem uma área de
3,7 km², dos quais 3,5 km² cobertos por terra e 0,2 km² cobertos por água. Momence localiza-se a aproximadamente 191 m acima do nível do mar.

## Localidades na vizinhança
O diagrama seguinte representa as localidades num raio de 16 km ao redor de Momence.